# Hypoderma cuspidatum
Hypoderma cuspidatum är en svampart som beskrevs av C.L. Hou & M. Piepenbr. 2006. Hypoderma cuspidatum ingår i släktet Hypoderma och familjen Rhytismataceae.   Inga underarter finns listade i Catalogue of Life.